# Ілларія
Катерина Ігорівна Середа, до шлюбу Прищепа, відома як Ілла́рія — українська співачка, композиторка та поетеса. Солістка музичного проєкту ILLARIA.

## Біографія
Народилася 6 грудня 1986 року у Києві. Має українське та грецьке коріння.
Співати та писати музику почала змалку. Під час навчання в Київському інституті музики імені Р. М. Глієра досліджувала український фольклор, світові музичні набутки та брала участь у різноманітних мистецьких проєктах. Вже тоді виявляла схильність до етнічної музики. Вихід пісні «Вільна» влітку 2006 року остаточно закріпив її уподобання, окресливши її оригінальний стиль. За рік презентувала свій промо-диск «Рано», до якого увійшли 4 авторські твори.
У 2008 році Ілларія виступила як вокалістка та співавторка третього студійного альбому фольк-рок гурту «Natural spirit».
Одночасно розвивалася як співачка, навколо згуртувалися професійні музиканти (гітарист, басист, барабанщик та перкусіоніст)[джерело?], і таким чином сформувався творчий колектив. За кілька років існування гурт гастролював в Україні і за кордоном, брав участь у музичних фестивалях («Мазепа-Фест», «Гогольfest», «Червона Рута»), теле- та радіо-проєктах («Х-фактор», «Фольк-music»).
Восени 2010 року Ілларія записала нову версію української народної пісні «Ой верше мій, верше» для реклами пива «Львівське живе», а наприкінці 2010 року вийшов дебютний альбом «Вільна», до якого увійшли 15 музичних творів, значну частину з яких складають авторські композиції та дві оригінальні кавер-версії старовинних українських пісень. Це була перша відеоробота проєкту «Ілларія».
У 2012 році Ілларія — учасниця прямих ефірів другого сезону співочого талант-шоу «Голос країни» в команді Олега Скрипки. На першому етапі шоу її обрали усі чотири тренери: окрім Олега Скрипки, також Діана Арбеніна, Валерія та Олександр Пономарьов. Ілларія дійшла до півфіналу шоу, програвши у ньому Назару Савкові за оцінкою аудиторії.
У 2017 брала участь у Національному відборі на Євробачення, де пройшла у фінал і посіла 5 місце з можливих 6-ти.
У 2018 році брала участь у фестивалі Пісенний спас в м. Житомир.
У 2019 році презентувала «замовляння на світло та добро» — пісню «Нічого не бійся [Архівовано 5 березня 2020 у Wayback Machine.]».

## Дискографія

### Студійні альбоми
- 2011: Вільна
- 2013: 13 місяців
- 2014: Подих
- 2016: Я жива
- 2020: Power

### Мініальбоми
- 2021: Зимовий сад (Acoustic)

### Концертні альбоми
- 2018: Сила (Live)

### Сингли
| Рік  | Пісня                              | Альбом            |
| ---- | ---------------------------------- | ----------------- |
| 2010 | «Spring» (за участю Д. Красюка)    | Сингл без альбому |
| 2013 | "Не відпускай"                     | Вільна            |
| 2017 | «Thank You for My Way»             | Power             |
| 2017 | «Світ належить мені»               | Power             |
| 2018 | «Сила» (Ukrainian/English Version) | Power             |
| 2018 | «Сила»                             | Power             |
| 2018 | «Нічого не бійся»                  | Power             |
| 2019 | «Називай мене своєю квіткою»       | Power             |
| 2020 | «Never Let Go»                     | Power             |
| 2020 | «Ясмин»                            | Сингл без альбому |

### Саундтреки
| Рік  | Пісня                | Кіноробота          | Режисер(-ка)      | Дж.   |
| ---- | -------------------- | ------------------- | ----------------- | ----- |
| 2016 | «Я жива»             | «Катерина»          | Олександр Тіменко | [ 5 ] |
| 2018 | «Світ належить мені» | «Обручка з рубіном» | Міла Погребиська  | [ 6 ] |

## Відеографія
Офіційне
- «Верше»[7] (2010)
- «Ангел світла» (2012)[8]
- «Мантра» (2013)[9]
- «Не відпускай» (2013)
- «Агапіму» (в перекладі із грецької Αγάπη μου — Мій коханий, 2015) (на YouTube [Архівовано 19 січня 2017 у Wayback Machine.])
- «Я жива» (2016) (на YouTube [Архівовано 5 лютого 2017 у Wayback Machine.])

Інше відео
- «Вільна» (фотокліп) (2010)[10]
- «Тихий гай»[11](2011)
- «Свічадо»[12]

## Відзнаки
- Володарка гран-прі конкурсу молодих композиторів ім. Івана Карабиця[4]
- Почесна премія Міністерства культури України «За особистий внесок у розвиток культури України»[4]
- 2010 — звання «Відкриття року» фестивалю «Мазепа-Фест» (Полтава)[4]
- 2011 — єдина перша премія фестивалю «Червона рута»
- 2011 — членкиня журі та гість літературного конкурсу «Коронація слова 2011»[4]
- 2012 — лауреатка Всеукраїнської премії «Жінка III тисячоліття» в номінації «Перспектива».
- 2017 — співачка року за результатами опитування журі знаменитостей рейтингу народних уподобань «Фаворити Успіху — 2017»[13]